# Grand Prix automobile de Sakhir 2020
GP précédent GP suivant
Le Grand Prix automobile de Sakhir 2020 (Formula 1 Rolex Sakhir Grand Prix 2020), disputé le 6 décembre 2020, sur le circuit international de Sakhir à Sakhir est la 1034e manche du championnat du monde de Formule 1 courue depuis 1950. Il s'agit de l'unique édition du Grand Prix de Sakhir comptant pour le championnat du monde de Formule 1 et de la seizième et avant-dernière manche du championnat 2020. 
Chamboulée par la pandémie de Covid-19, la saison 2020, qui n'a démarré que le 5 juillet en Autriche, compte treize courses annulées et un calendrier établi au fur et à mesure pour parvenir à dix-sept manches dont plusieurs ont une appellation totalement inédite. Trois pistes accueillent ainsi deux courses en deux weekends : Spielberg en ouverture du championnat puis Silverstone et enfin Sakhir. Le circuit donne son nom à cette épreuve qui se dispute une semaine après le Grand Prix de Bahreïn. Cette manche se déroule sur le tracé externe du circuit, avec de grandes lignes droites et onze virages qui ne sont réellement que quatre selon Pierre Gasly, pour un tour de piste de moins d'une minute. 
Le Grand Prix se court sans Romain Grosjean, forfait après son accident une semaine plus tôt, ni le septuple champion du monde Lewis Hamilton, positif au Covid-19 et qui, placé à l'isolement, manque sa première course depuis ses débuts en 2007. Pietro Fittipaldi, qui remplace Grosjean chez Haas, débute en Grand Prix alors que Mercedes choisit George Russell pour faire équipe avec Valtteri Bottas ; il laisse son volant chez Williams à Jack Aitken qui dispute, lui aussi, sa première course en Formule 1. À peine installé au volant de la voiture de Hamilton, frappée du no 63, George Russell, réalise d'emblée les meilleurs temps des deux séances d'essais libres du vendredi.

## Contexte avant la course

### Romain Grosjean déclare forfait
À la suite de son effroyable accident au premier tour du Grand Prix de Bahreïn, disputé une semaine plus tôt sur le même circuit que ce Grand Prix, Romain Grosjean est forfait pour cette épreuve. Le Français, qui a donné des nouvelles dès la soirée de son accident depuis son lit d'hôpital, souffre de brûlures aux deux mains. Haas F1 Team le remplace par son pilote-essayeur Pietro Fittipaldi, petit-fils du double champion du monde Emerson Fittipaldi, qui fait ses débuts en Formule 1,.

### Positif à la Covid-19, Hamilton remplacé par Russell à Sakhir
Lewis Hamilton, testé positif à la Covid-19 le lundi 30 novembre, manque son premier Grand Prix depuis ses débuts en 2007. En effet, le protocole sanitaire de la FIA exige un placement à l'isolement. Son écurie précise : « Lewis a été testé trois fois la semaine dernière, chaque fois avec un résultat négatif. Il s'est néanmoins réveillé avec quelques symptômes lundi matin et un nouveau test s'est révélé positif mais il va très bien. Un autre test a encore confirmé ce verdict,,. »
Réserviste de l'écurie, Stoffel Vandoorne, également pilote Mercedes en Formule E, qui était à Valence jusqu'au mardi 1er décembre pour participer aux essais officiels en vue de la saison 2020-2021, est attendu à Bahreïn afin d'être présent pour le weekend de course. Il assure toutefois que la situation demeure pour le moment très incertaine : « Dans tous les cas je vais à Bahreïn, j'attrape un vol demain. Pour le moment, je ne sais pas ce qui va se passer. Je sais qu'il y a une chance pour moi de piloter, mais on va voir. Je vais là-bas demain et j'en saurai probablement plus. »
Nico Hülkenberg, qui avait refusé de devenir le réserviste officiel attitré de Mercedes après ses deux premières piges pour Racing Point F1 Team où il avait remplacé Sergio Pérez, puis qui a ensuite remplacé Lance Stroll, a également été contacté par Mercedes,.  
Finalement, Mercedes choisit de titulariser George Russell au volant de la W11 à Sakhir. Âgé de 22 ans, Russell qui a disputé toute la saison chez Williams et est soutenu financièrement par Mercedes depuis ses débuts en compétition automobile, bénéficie d'un arrangement entre les deux écuries pour changer de baquet. Williams engage son pilote de réserve Jack Aitken pour faire équipe avec Nicholas Latifi. Russell déclare : « Je veux tout d'abord chaudement remercier tout le monde chez Williams pour m'avoir donné cette opportunité. Je vais porter une nouvelle combinaison ce week-end mais je suis un pilote Williams et je compte bien encourager mon équipe tout du long. Il est évident que personne ne peut remplacer Lewis, mais je vais tout donner pour cette équipe en son absence, à la minute où je monterai dans la voiture. Je lui souhaite avant tout un prompt rétablissement. J'ai hâte de me retrouver en piste ce week-end. » Simon Roberts, le patron par intérim de Williams complète : « Notre partenariat à long terme et l'affiliation de George avec Mercedes ne sont pas un secret, je suis donc ravi que George ait cette opportunité unique de rejoindre Mercedes. Nous avons travaillé dur pour faire en sorte qu'un accord puisse être conclu avec Mercedes pour lui offrir cette opportunité fantastique. George reste vraiment un pilote Williams et nous avons hâte qu’il nous revienne frais de cette expérience et lui souhaitons une course couronnée de succès ce week-end,. »

## Pneus disponibles
| Pneus pour piste sèche | Pneus pour piste sèche | Pneus pour piste sèche | Pneus pluie    | Pneus pluie |
| ---------------------- | ---------------------- | ---------------------- | -------------- | ----------- |
| Durs (Type C2)         | Médiums (Type C3)      | Tendres (Type C4)      | Intermédiaires | Pluie       |

## Essais libres

### Première séance, le vendredi de 14 h 30 à 16 h
| Pos. | Pilote          | Voiture          | Chrono   | Écart     |
| ---- | --------------- | ---------------- | -------- | --------- |
| 1    | George Russell  | Mercedes         | 54 s 546 |           |
| 2    | Max Verstappen  | Red Bull-Honda   | 54 s 722 | + 0 s 176 |
| 3    | Alexander Albon | Red Bull-Honda   | 54 s 811 | + 0 s 265 |
| 4    | Valtteri Bottas | Mercedes         | 54 s 868 | + 0 s 322 |
| 5    | Daniil Kvyat    | AlphaTauri-Honda | 55 s 011 | + 0 s 465 |
| 6    | Pierre Gasly    | AlphaTauri-Honda | 55 s 166 | + 0 s 620 |

- Pietro Fittipaldi, pilote de réserve de Haas F1 Team, remplace Romain Grosjean pour l'ensemble du weekend[16],[17].
- George Russell remplace Lewis Hamilton chez Mercedes pour l'ensemble du weekend[11],[13].
- Jack Aitken, pilote de réserve de Williams, remplace George Russell pour l'ensemble du weekend[12].

### Deuxième séance, le vendredi de 18 h 30 à 20 h
| Pos. | Pilote          | Voiture                   | Chrono   | Écart     |
| ---- | --------------- | ------------------------- | -------- | --------- |
| 1    | George Russell  | Mercedes                  | 54 s 713 |           |
| 2    | Max Verstappen  | Red Bull-Honda            | 54 s 841 | + 0 s 128 |
| 3    | Sergio Pérez    | Racing Point-BWT Mercedes | 54 s 866 | + 0 s 153 |
| 4    | Esteban Ocon    | Renault                   | 54 s 940 | + 0 s 227 |
| 5    | Alexander Albon | Red Bull-Honda            | 55 s 036 | + 0 s 323 |
| 6    | Daniil Kvyat    | AlphaTauri-Honda          | 55 s 068 | + 0 s 355 |

### Troisième séance, le samedi de 15 h à 16 h
| Pos. | Pilote          | Voiture          | Chrono   | Écart     |
| ---- | --------------- | ---------------- | -------- | --------- |
| 1    | Max Verstappen  | Red Bull-Honda   | 54 s 064 |           |
| 2    | Valtteri Bottas | Mercedes         | 54 s 270 | + 0 s 206 |
| 3    | Pierre Gasly    | AlphaTauri-Honda | 54 s 427 | + 0 s 363 |
| 4    | Esteban Ocon    | Renault          | 54 s 453 | + 0 s 389 |
| 5    | Lando Norris    | McLaren-Renault  | 54 s 606 | + 0 s 542 |
| 6    | Alexander Albon | Red Bull-Honda   | 54 s 629 | + 0 s 565 |

## Séance de qualification

### Résultats des qualifications
| Pos.                                                                          | Pilote             | Écurie                    | Qualifications 1 | Qualifications 2 | Qualifications 3 |
| ----------------------------------------------------------------------------- | ------------------ | ------------------------- | ---------------- | ---------------- | ---------------- |
| 1                                                                             | Valtteri Bottas    | Mercedes                  | 53 s 904         | 53 s 803         | 53 s 377         |
| 2                                                                             | George Russell     | Mercedes                  | 54 s 160         | 53 s 819         | 53 s 403         |
| 3                                                                             | Max Verstappen     | Red Bull-Honda            | 54 s 037         | 53 s 647         | 53 s 433         |
| 4                                                                             | Charles Leclerc    | Ferrari                   | 54 s 249         | 53 s 825         | 53 s 613         |
| 5                                                                             | Sergio Pérez       | Racing Point-BWT Mercedes | 54 s 236         | 53 s 787         | 53 s 790         |
| 6                                                                             | Daniil Kvyat       | AlphaTauri-Honda          | 54 s 346         | 53 s 856         | 53 s 906         |
| 7                                                                             | Daniel Ricciardo   | Renault                   | 54 s 388         | 53 s 871         | 53 s 957         |
| 8                                                                             | Carlos Sainz Jr.   | McLaren-Renault           | 54 s 450         | 53 s 818         | 54 s 010         |
| 9                                                                             | Pierre Gasly       | AlphaTauri-Honda          | 54 s 207         | 53 s 941         | 54 s 154         |
| 10                                                                            | Lance Stroll       | Racing Point-BWT Mercedes | 54 s 595         | 53 s 840         | 54 s 200         |
| 11                                                                            | Esteban Ocon       | Renault                   | 54 s 309         | 53 s 995         |                  |
| 12                                                                            | Alexander Albon    | Red Bull-Honda            | 54 s 620         | 54 s 026         |                  |
| 13                                                                            | Sebastian Vettel   | Ferrari                   | 54 s 301         | 54 s 175         |                  |
| 14                                                                            | Antonio Giovinazzi | Alfa Romeo-Ferrari        | 54 s 523         | 54 s 377         |                  |
| 15                                                                            | Lando Norris       | McLaren-Renault           | 54 s 194         | 54 s 693         |                  |
| 16                                                                            | Kevin Magnussen    | Haas-Ferrari              | 54 s 705         |                  |                  |
| 17                                                                            | Nicholas Latifi    | Williams-Mercedes         | 54 s 796         |                  |                  |
| 18                                                                            | Jack Aitken        | Williams-Mercedes         | 54 s 892         |                  |                  |
| 19                                                                            | Kimi Räikkönen     | Alfa Romeo-Ferrari        | 54 s 963         |                  |                  |
| 20                                                                            | Pietro Fittipaldi  | Haas-Ferrari              | 55 s 426         |                  |                  |
| Temps minimal à réaliser pour la qualification : 57 s 677 (107 % de 53 s 904) |                    |                           |                  |                  |                  |

### Grille de départ
- Pietro Fittipaldi, auteur du vingtième temps des qualifications, est pénalisé pour le changement de plusieurs éléments de son moteur (pack batterie et unité de contrôle électronique). S'agissant du troisième exemplaire de chacune de ces pièces (donc premier hors quota pour les deux pièces) cette sanction se traduit par un recul de quinze places ; il s'élance de la vingtième et dernière place[21],[22].
- Lando Norris, auteur du quinzième temps des qualifications, est pénalisé d'un recul de quinze places pour le changement de son groupe moto-propulseur ; mieux qualifié que Fittipaldi, il s'élance de la dix-neuvième place[23],[24],[25].

## Course

### Déroulement
Pour la douzième fois de la saison, les Mercedes W11 verrouillent la première ligne de la grille de départ qui est, toutefois, inédite puisque Valtteri Bottas obtient, de justesse, la seizième pole position de sa carrière et sa cinquième de la saison, en devançant de seulement 26 millièmes de seconde George Russell. Le jeune remplaçant d'Hamilton déclare, dans sa nouvelle combinaison noire : « Si quelqu'un m'avait dit il y a une semaine que je me retrouverais en première ligne, je ne l'aurais pas cru. » Sur une piste courte et ultra-rapide où les huit premiers se tiennent en une demi-seconde, Max Verstappen part à nouveau troisième (à 56 millièmes de seconde de la pole position). Charles Leclerc tire le maximum de sa SF1000 dès son premier tour rapide en Q3 et, conscient qu'il ne pourra faire mieux, descend de sa monoplace pour regarder ses rivaux effectuer leurs deuxièmes tentatives. Auteur du quatrième temps, il accompagne le Néerlandais en deuxième ligne. Sergio Pérez, cinquième, devance Daniil Kvyat sur la troisième ligne, le Russe se montrant, pour une fois, plus rapide que son coéquipier. Alors que leurs équipiers ont été éliminés en Q2, Daniel Ricciardo, suivi de Carlos Sainz Jr., occupent la quatrième ligne, devant Pierre Gasly, neuvième, et Lance Stroll.
Cinquante ans après la victoire de Pedro Rodríguez de la Vega en Belgique (le 7 juin 1970 au volant d'une BRM), Sergio Pérez devient le second Mexicain à remporter un Grand Prix de Formule 1. Il lui a fallu dix saisons et 190 départs (nouveau record) pour connaître les joies de la victoire et offrir sa première à son écurie Racing Point alors qu'il reste sans volant pour la saison 2021, Sebastian Vettel le remplaçant au sein de l'équipe qui sera renommée Aston Martin Racing. Auteur d'une magnifique remontée depuis la dernière place, « Checo » a su profiter des errements de Mercedes au moment d'un double changement de pneumatiques erratique à vingt-quatre tours du terme alors que ses deux pilotes caracolaient en tête. Esteban Ocon, deuxième, monte sur le premier podium de sa carrière et Lance Stroll complète le triomphe des voitures roses, particulièrement performantes sur ce tracé. 
George Russell prend un meilleur départ que Valtteri Bottas et s'installe aux commandes de la course alors qu'au quatrième virage, Charles Leclerc, qui rate son freinage à l'intérieur, percute Pérez et l'expédie en tête-à-queue ; il fait de Max Verstappen une victime collatérale de l'accrochage puisqu'en essayant de les éviter, il sort de la piste, passe dans les graviers et tape les protections. Leclerc et Verstappen hors-course, Pérez passe par les stands pour chausser des pneus tendres et repart dernier. Il entame alors sa remontée en dépassant ses rivaux tour après tour, allongeant son relais pour profiter de leurs arrêts respectifs. Démontrant tout du long sa science de la gestion des pneumatiques, il atteint la troisième place après quarante-sept tours. Les Mercedes, qui se sont arrêtées une première fois, Russell au quarante-cinquième tour et Bottas quatre boucles plus tard, roulent de conserve vers le doublé. Contrairement à la majorité des autres pilotes, Esteban Ocon ne passe qu'une fois par les stands, stratégie qui va s'avérer payante à l'arrivée. Après avoir chaussé de nouveaux pneus au bout de quarante-sept boucles, Pérez reprend sa série de dépassements, y compris sur son coéquipier Lance Stroll, pour retrouver le troisième rang. Au soixantième tour, Jack Aitken tape le rail du dernier virage et laisse son aileron avant sur la piste, provoquant la sortie de la voiture de sécurité. Mercedes en profite pour tenter un double arrêt de ses pilotes mais tout se passe très mal : les pneus avant destinés à Bottas sont montés sur la voiture de Russell. Les mécaniciens ne trouvent ensuite pas les pneus du Finlandais (pour cause), lui montent alors des medium à l'avant puis les ôtent pour les remplacer par les pneus durs usés avec lesquels il venait de rouler ; il repart cinquième après vingt-sept secondes d'arrêt. Russell est rappelé dans la foulée pour chausser les bons pneumatiques et éviter une pénalité ; ressorti derrière son coéquipier, il le double dès la relance, dépasse ensuite Stroll et Ocon et se rapproche à toute vitesse de Pérez, désormais en tête. Une crevaison lente l'oblige alors, à huit tours de l'arrivée, à un nouvel arrêt. Reparti quinzième, il réalise le meilleur tour en course, dépasse six pilotes pour marquer ses premiers points en se classant neuvième, profitant ainsi du point bonus. 
Sergio Pérez n'éprouve aucune difficulté à contenir Esteban Ocon qui fait le nécessaire pour repousser la menace de Lance Stroll, conduisant à un podium inédit. Carlos Sainz termine quatrième, devant Daniel Ricciardo, Alexander Albon et Daniil Kvyat qui ont dépassé Bottas, en perdition, qui se classe huitième, suivi par son coéquipier du jour ; Lando Norris prend le dernier point en jeu. Les péripéties de la course ne permettent pas à Sebastian Vettel de faire mieux que douzième, derrière Pierre Gasly. Avec ce dernier à Monza et Sergio Pérez à Sakhir, la saison 2020 consacre deux nouveaux vainqueurs (les 109e et 110e de l'histoire), ce qui n'était pas arrivé depuis 2012 avec Nico Rosberg et Pastor Maldonado. 
Derrière le septuple champion du monde Lewis Hamilton (332 points), Valtteri Bottas (205 points) occupe toujours la deuxième place du championnat avec 16 points d'avance sur Max Verstappen (189 points). La victoire de Sergio Pérez (125 points) lui permet de prendre la quatrième place, devant Daniel Ricciardo (112 points). Le sixième rang final se jouera entre Charles Leclerc (98 points), Carlos Sainz (97 points) et Alexander Albon (93 points). Lando Norris (87 points) est neuvième et Lance Stroll (74 points) remonte à la dixième place. Chez les constructeurs, derrière Mercedes, champion pour la septième fois (540 points) avec pratiquement deux fois plus de points que son dauphin, Red Bull (282 points) est assuré de terminer deuxième. Racing Point (194 points) prend une option pour le podium avec 10 points d'avance sur McLaren (184 points) et 22 sur Renault (172 points). Ferrari (131 points), sixième précède AlphaTauri (103 points) ; suivent Alfa Romeo (8 points), Haas (3 points) et Williams qui n'a pas encore marqué.

### Classement de la course
| Pos. | no | Pilote             | Écurie                    | Tours | Temps/Abandon                      | Grille | Points |
| ---- | -- | ------------------ | ------------------------- | ----- | ---------------------------------- | ------ | ------ |
| 1    | 11 | Sergio Pérez       | Racing Point-BWT Mercedes | 87    | 1 h 31 min 15 s 114 (202,513 km/h) | 5      | 25     |
| 2    | 31 | Esteban Ocon       | Renault                   | 87    | + 10 s 518                         | 11     | 18     |
| 3    | 18 | Lance Stroll       | Racing Point-BWT Mercedes | 87    | + 11 s 869                         | 10     | 15     |
| 4    | 55 | Carlos Sainz Jr.   | McLaren-Renault           | 87    | + 12 s 580                         | 8      | 12     |
| 5    | 3  | Daniel Ricciardo   | Renault                   | 87    | + 13 s 330                         | 7      | 10     |
| 6    | 23 | Alexander Albon    | Red Bull-Honda            | 87    | + 13 s 842                         | 12     | 8      |
| 7    | 26 | Daniil Kvyat       | AlphaTauri-Honda          | 87    | + 14 s 534                         | 6      | 6      |
| 8    | 77 | Valtteri Bottas    | Mercedes                  | 87    | + 15 s 389                         | 1      | 4      |
| 9    | 63 | George Russell     | Mercedes                  | 87    | + 18 s 556                         | 2      | 2 + 1  |
| 10   | 4  | Lando Norris       | McLaren-Renault           | 87    | + 19 s 541                         | 19     | 1      |
| 11   | 10 | Pierre Gasly       | AlphaTauri-Honda          | 87    | + 20 s 527                         | 9      |        |
| 12   | 5  | Sebastian Vettel   | Ferrari                   | 87    | + 22 s 611                         | 13     |        |
| 13   | 99 | Antonio Giovinazzi | Alfa Romeo-Ferrari        | 87    | + 24 s 111                         | 14     |        |
| 14   | 7  | Kimi Räikkönen     | Alfa Romeo-Ferrari        | 87    | + 26 s 153                         | 18     |        |
| 15   | 20 | Kevin Magnussen    | Haas-Ferrari              | 87    | + 32 s 370                         | 15     |        |
| 16   | 89 | Jack Aitken        | Williams-Mercedes         | 87    | + 33 s 674                         | 17     |        |
| 17   | 51 | Pietro Fittipaldi  | Haas-Ferrari              | 87    | + 36 s 858                         | 20     |        |
| Abd. | 6  | Nicholas Latifi    | Williams-Mercedes         | 52    | Fuite d'huile                      | 16     |        |
| Abd. | 33 | Max Verstappen     | Red Bull-Honda            | 0     | Sortie de piste                    | 3      |        |
| Abd. | 16 | Charles Leclerc    | Ferrari                   | 0     | Accrochage                         | 4      |        |

### Pole position et record du tour
- Pole position :  Valtteri Bottas (Mercedes) en 53 s 377 (238,957 km/h)[27].
- Meilleur tour en course :  George Russell (Mercedes) en 55 s 404 (230,214 km/h) au quatre-vingtième tour ; neuvième de la course, il remporte le point bonus associé au meilleur tour en course[28].

### Tours en tête
- George Russell (Mercedes) : 59 tours (1-45 / 50-63)[29]
- Valtteri Bottas (Mercedes) : 4 tours (46-49)
- Sergio Pérez (Racing Point-BWT Mercedes) : 24 tours (64-87)

## Classements généraux à l'issue de la course
| Pos.     | Pilote             | Écurie                    | Points |
| -------- | ------------------ | ------------------------- | ------ |
| Champion | Lewis Hamilton     | Mercedes                  | 332    |
| 2        | Valtteri Bottas    | Mercedes                  | 205    |
| 3        | Max Verstappen     | Red Bull-Honda            | 189    |
| 4        | Sergio Pérez       | Racing Point-BWT Mercedes | 125    |
| 5        | Daniel Ricciardo   | Renault                   | 112    |
| 6        | Charles Leclerc    | Ferrari                   | 98     |
| 7        | Carlos Sainz Jr.   | McLaren-Renault           | 97     |
| 8        | Alexander Albon    | Red Bull-Honda            | 93     |
| 9        | Lando Norris       | McLaren-Renault           | 87     |
| 10       | Lance Stroll       | Racing Point-BWT Mercedes | 74     |
| 11       | Pierre Gasly       | AlphaTauri-Honda          | 71     |
| 12       | Esteban Ocon       | Renault                   | 60     |
| 13       | Sebastian Vettel   | Ferrari                   | 33     |
| 14       | Daniil Kvyat       | AlphaTauri-Honda          | 32     |
| 15       | Nico Hülkenberg    | Racing Point-BWT Mercedes | 10     |
| 16       | Kimi Räikkönen     | Alfa Romeo-Ferrari        | 4      |
| 17       | Antonio Giovinazzi | Alfa Romeo-Ferrari        | 4      |
| 18       | George Russell     | Williams-Mercedes         | 3      |
| 19       | Romain Grosjean    | Haas-Ferrari              | 2      |
| 20       | Kevin Magnussen    | Haas-Ferrari              | 1      |

| Pos.     | Écurie                    | Points |
| -------- | ------------------------- | ------ |
| Champion | Mercedes                  | 540    |
| 2        | Red Bull-Honda            | 282    |
| 3        | Racing Point-BWT Mercedes | 194.   |
| 4        | McLaren-Renault           | 184    |
| 5        | Renault                   | 172    |
| 6        | Ferrari                   | 131    |
| 7        | AlphaTauri-Honda          | 103    |
| 8        | Alfa Romeo-Ferrari        | 8      |
| 9        | Haas-Ferrari              | 3      |

## Statistiques
Le Grand Prix de Sakhir 2020 représente :
- la 16e pole position de Valtteri Bottas, sa cinquième de la saison[33] ;
- la 1re victoire de Sergio Pérez, pour son 190e départ en Formule 1[34] ;
- la 1re victoire de Racing Point[35] ;
- la 1re victoire de BWT Mercedes en tant que motoriste[36] ;
- le 1er podium pour Esteban Ocon[37] ;
- les 1ers tours en tête de George Russell (59 tours)[38] ;
- les 1ers points de George Russell[39] ;
- le 1er meilleur tour en course de George Russell[40] ;
- le 1er Grand Prix de Pietro Fittipaldi, petit-fils du double champion du monde Emerson Fittipaldi[3] ;
- le 1er Grand Prix de Jack Aitken[12] ;
- le 1er forfait pour Lewis Hamilton (depuis 2007 et 265 départs), testé positif au Covid-19 et placé à l'isolement[5] ;

Au cours de ce Grand Prix :
- Sergio Pérez devient le 110e vainqueur de Grand Prix et le premier Mexicain depuis Pedro Rodríguez à Spa 1970, il devient le second Mexicain à remporter un Grand Prix[41],[42] ;
- Sergio Pérez devient le pilote ayant disputé le plus grand nombre de Grands Prix (190 départs) avant d'obtenir sa première victoire, battant le record de Mark Webber qui avait attendu 130 Grands Prix[43] ;
- Sergio Pérez passe la barre des 700 points inscrits en Formule 1 (706 points)[44] ;
- Daniil Kvyat passe la barre des 200 points inscrits en Formule 1 (202 points)[45] ;
- Esteban Ocon est le treizième pilote à monter sur le podium cette saison, une première depuis 2012[46] ;
- Esteban Ocon est le deuxième pilote français à monter sur le podium cette saison, ce qui n'était plus arrivé depuis 1997 ;
- Jack Aitken et Pietro Fittipaldi font leurs débuts en Grand Prix lors d'une même course en cours de saison ; il faut remonter au Grand Prix d'Italie 2001 pour retrouver une telle statistique, avec les débuts simultanés d'Alex Yoong et Tomáš Enge ;
- George Russell est élu « Pilote du jour » à l'issue d'un vote organisé sur le site officiel de la Formule 1[47] ;
- Scuderia AlphaTauri est la septième écurie à atteindre le cap des 100 points au championnat des constructeurs, ce qui n'était plus arrivé depuis le championnat du monde de Formule 1 2012 ;
- Racing Point est la première écurie-cliente de Mercedes à remporter un Grand Prix depuis la victoire de Jenson Button avec McLaren au Grand Prix du Brésil 2012[48] ;
- Renault F1 Team obtient son meilleur résultat depuis 2010 et son retour en Formule 1 en 2016 avec la deuxième place d'Ocon[49] ;
- Pour la première fois depuis 2013 on compte quatre écuries victorieuses dans une même saison ;
- Pour la première fois de l'histoire de Mercedes en Formule 1, l'équipe d'usine n'aligne aucun champion du monde ; elle avait Juan Manuel Fangio en 1954 et 1955 puis Michael Schumacher à son retour en 2010, remplacé par Lewis Hamilton depuis 2013[46] ;
- Mika Salo (110 Grands Prix disputés entre 1994 et 2002, deux podiums et 33 points inscrits, vainqueur de la catégorie GT2 des 24 Heures du Mans en 2008 et 2009, du championnat American Le Mans Series en 2007 et des 12 Heures de Bathurst en 2014) est nommé assistant des commissaires de course pour ce Grand Prix[50].